# カレンジン酸

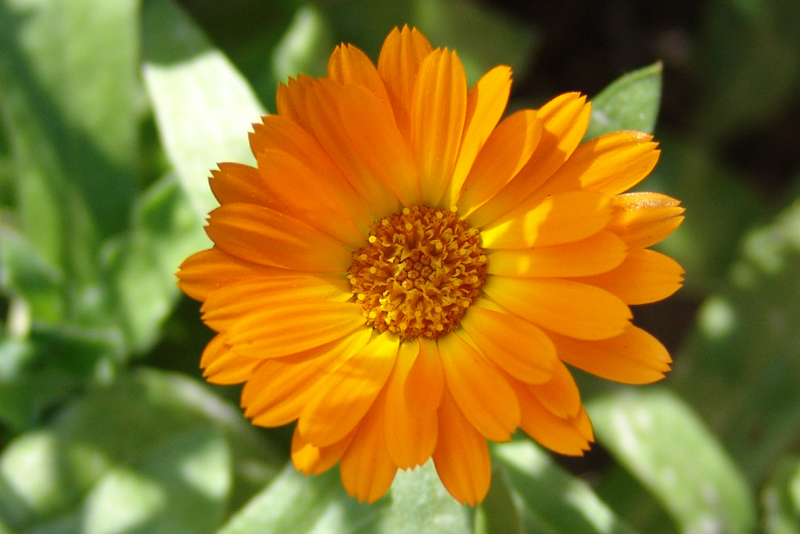
カレンジン酸を得られるキンセンカ

カレンジン酸（カレンジンさん、英：Calendic acid、α-カレンジン酸とも呼ばれる）は、多価不飽和脂肪酸の一種である。キンセンカ（英名をカレンデュラという）からこれが得られることから名付けられた。共役リノール酸と科学的に類似しており、人工的に制御された条件下においては、生物活性を有する可能性があることが示唆されている。

## 生合成
カレンジン酸はオメガ6脂肪酸である。通常これに含まれることはないが、9位のシス二重結合をΔ12-オレイン酸デサチュラーゼ（FAD 2バリアント）によって変換され、リノール酸からキンセンカによって合成されている。また、一つのオールトランスベータ異性体を持っている。

## 効果
カレンジン酸は、コーン油を使用した実験によって、キンセンカ油を飼料に添加した場合に、マウスの飼料摂取量の減少と飼料利用率の改善に関与する脂肪酸であることが確認されている。